# Пројекат Викимедије
Викимедијин пројекат (енгл. Wikimedia project) је пројекат вики заједнице који води Задужбина Викимедија, непрофитна организација основана у Сан Франциску 2003. године. Задужбина управља са многим слободним софтверима и слободним садржајем, доле наведених, који су развијени од стране волонтера Викимедијиног покрета.

## Списак
Садржај на већини вебсајтова Задужбине Викимедије је лиценциран за прерасподјелу под v3.0 Кријејтив комонс лиценцама Ауторство и Дијелити под истим условима. Садржај потиче из доприноса волонтера и из средстава неограничених ауторских права, као што су копилефт материјал и рад у јавном власништву.
Редослијед у табели наведен као на списку у .
| Лого | Име                   | Веб-адреса              | Покренуто                                                   | Опис                                                      | Издања            |
| ---- | --------------------- | ----------------------- | ----------------------------------------------------------- | --------------------------------------------------------- | ----------------- |
|      | Википедија            | wikipedia.org           | 15. јануар 2001.                                            | Енциклопедија чланака                                     | 291 језик         |
|      | Викиречник            | wiktionary.org          | 12. децембар 2012                                           | Ријелник, укључујући етомологије, синониме и преводе      | 172 језика        |
|      | Викикњиге             | wikibooks.org           | 2003-07-10                                                  | Образовни уџбеници и наставни материјали                  | 121 језик         |
|      | Викивести             | wikinews.org            | 8. новембар 2004                                            | Извор вијести                                             | 33 језика         |
|      | Викицитат             | wikiquote.org           | 10. јул 2003                                                | Збирка цитата                                             | 89 језика         |
|      | Викизворник           | wikisource.org          | 23. новембар 2003                                           | Библиотека изворних докумената и превода                  | 65 језика         |
|      | Викиверзитет          | wikiversity.org         | 15. август 2006                                             | Образовни и истраживачки материјали и активности          | 15 језика         |
|      | Википутовање          | wikivoyage.org          | 10. децембар 2006 (15. јануар 2013 као пројекат Викимедије) | Туристички водич                                          | 17 језика         |
|      | Викимедијина остава   | commons.wikimedia.org   | 7. септембар 2004-09                                        | Складиште слика, звукова, видеа и осталих датотека медија | 1 (вишејезички)   |
|      | Викимедијин инкубатор | incubator.wikimedia.org | 2. јун 2006                                                 | Тестирање могућих нових језика за постојеће пројекте      | 1 (вишејезички)   |
|      | Метавики              | meta.wikimedia.org      | 9. новембар 2001                                            | Coordination of the other Wikimedia projects              | 1 (вишејезички)   |
|      | Викиврсте             | species.wikimedia.org   | 14. септембар 2004                                          | Збирка података врста свих облика живота                  | 1 (вишејезички)   |
|      | Википодаци            | wikidata.org            | 30. октобар 2012                                            | База знања                                                | 1 (вишејезички)   |
|      | Викиманија            | wikimania.wikimedia.org | 4. август 2005-08                                           | Веб-сајт Викиманије                                       | 1 за сваку годину |